# فؤاد رزق سعد
فؤاد رزق سعد، صحفي فلسطيني من مواليد قرية أم الفحم عام 1931، وفي عام 1952 انتقل من مسقط رأسه إلى مدينة القدس واستقر فيها، وعمل في سلكي التعليم والصحافة، وشغل مناصب عديدة في الصحف المقدسية، مثل: صحيفة الدفاع وصحيفة الجهاد المقدسيتين. وفي عام 1970 شغل منصب رئيس تحرير صحيفة الشعب المقدسية حتى  عام 1980، وبعدها قام بتأسيس صحيفة الوحدة. وفي عام 1979 أسس أول رابطة للصحفيين العرب في القدس والضفة الغربية. توفي في عام 1983.